# Vratislav Havlík
Vratislav Havlík (* 20. září 1964) je bývalý český fotbalista. Po skončení aktivní kariéry působí jako fotbalový funkcionář a trenér.

## Fotbalová kariéra
V československé lize hrál za Slavii Praha. Nastoupil v 5 ligových utkáních. Ve druhé nejvyšší soutěži hrál za TJ SU Teplice, Vagónku Česká Lípa a VTJ Žatec, nastoupil v 65 utkáních a dal 8 gólů.

## Ligová bilance
| Ročník                                   | Zápasy | Góly | Klub         |
| ---------------------------------------- | ------ | ---- | ------------ |
| 1. československá fotbalová liga 1986/87 | 5      | 0    | Slavia Praha |
| CELKEM                                   | 5      | 0    |              |